# Jean-Claude-Louis de Quélen
Jean-Claude-Louis de Quélen, comte de Quélen, seigneur de Villechevalier et de Quistillic, né le 2 décembre 1725 et mort le 1er octobre 1802 à Plouagat, est un officier de marine et aristocrate français du XVIIIe siècle. Il sert dans la Marine royale pendant la guerre de Sept Ans et la guerre d'indépendance des États-Unis et termine sa carrière avec le grade de chef d'escadre (1785). Hostile à la Révolution, il meurt en 1802.

## Biographie

### Origines et famille
Il est le fils de Maurille Louis de Quélen, comte de Quélen, seigneur de Saint-Bihy, La Roche, La Villechevalier et Quistillic (1685-) et de sa femme, Hélène Berthou, dame de Lanrivion (†1758)

### Carrière dans la Marine du Roi
Il entre jeune dans la Marine royale, il intègre une compagnie de garde-marine le 13 octobre 1738. Promu enseigne de vaisseau le 1er janvier 1746, il est fait chevalier de l'ordre royal et militaire de Saint-Louis, commandeur de l'Ordre royal de Notre-Dame du Mont-Carmel et de Saint-Lazare de Jérusalem (1763). Il est nommé lieutenant de vaisseau puis capitaine d'une compagnie le 23 mai 1754.
Il est appelé au commandement du vaisseau Le Sphinx, le 2 octobre 1762, il reçoit l'ordre de se réunir à l'escadre de M. de Beaussier. Le 1er septembre 1762, les États de la province de Bretagne offrent au Roi, par acclamation unanime des trois ordres, un vaisseau de 100 canons, et nomment le comte de Quélen pour aller vers le Roi. Il est fait Commandeur de l'Ordre de Saint-Lazare de Jérusalem en 1763 .
Le 1er octobre 1764, le comte de Quélen est promu au rang de capitaine de frégate ; le 27 novembre 1765, à celui de capitaine de vaisseau. Admis aux honneurs de la Cour le 26 octobre 1777, il est aussi professeur des enfants royaux, les futurs Louis XVI, Louis XVIII et Charles X. Le 1er avril 1785, il est nommé chef d'escadre. Blessé d'un éclat de bombe au siège de Louisbourg, il est fait prisonnier par les Anglais.
En 1790, il achète à la marquise de La Fayette, épouse du célèbre marquis de Lafayette, le manoir de Kermartin où est né et mort saint Yves ; cette propriété passe ensuite à son fils Mgr Hyacinthe-Louis de Quélen, archevêque de Paris. Comme bon nombre d'aristocrates pendant la Révolution française, le comte de Quélen se fait discret. Ses sentiments envers les idées nouvelles sont néanmoins sans équivoques. Dans une lettre datée du 15 juin 1789 à son ami M. Conen de Saint-Luc, il manifeste des velléités de dérouiller la vieille épée que, depuis quatre ans, il avait mis au croc. S'il la dérouilla, il ne s'en servit pas puis qu'il vit à Paris dans une relative obscurité jusqu'à sa mort en 1802.

## Mariage et descendance
Le comte de Quélen épouse, par contrat du 24 décembre 1769, mademoiselle Antoinette-Marie-Adélaïde Hocquart, fille mineure de Louis-Jacques-Charles Hocquart, chevalier, seigneur de Coeuilly et autres lieux, et de Marie-Suzanne-Éléonore Bergert. De cette union naissent :
- Antoinette Éléonore de Quélen 1770-1787
- Louis Prudent de Quélen 1771-1775
- Amable Gilles Anne comte de Quélen 1773-1840
- Auguste Marie Louis de Quélen, comte d'Empire (1774-)
- Antoine Jean Hervé de Quélen 1777-1799
- Hyacinthe-Louis de Quélen, archevêque de Paris, pair de France (1778-1839)
- Antoine Victoire Alphonse de Quélen, vicomte de Quélen (1786-1866)

### Sources et bibliographie
- Jacques de Quelen, Généalogie de la maison de Quelen sur Google Livres, 2004